# Perama (Creta)
Perama (em grego: Περαμα) é uma vila localizada no município de Milopótamos na unidade regional de Retimno a 24 km da cidade de Retimno em uma altitude de 75 m acima do nível do mar. A vila localiza-se no vale do rio Perama e é considerada uma das capitais comerciais desta unidade regional, tendo ela sido escolhida como sede do município de Milopótamos. Nas proximidades da vila está localizada a histórica caverna de Melidoni.
A vila foi pela primeira vez mencionada pelos venezianos como "Vassilico Perama" (cruzamento real) tendo apenas sido chamada de Perama em 1630 por Bassilicata; em 1671 em um censo populacional turco a vila foi mencionada como Pereme. Como Perama foi a moradia dos mais selvagens turcos de Milopótamos, os habitantes locais geralmente chamavam a vila de "Entrada do Anjo da Morte" ou "Entrada do Satã". Era frequente os saques e as torturas aos viajantes cretenses que atravessavam a estrada que vai para Retimno.